# Axinopalpis barbarae
Axinopalpis barbarae là một loài bọ cánh cứng trong họ Cerambycidae.